# Parafia św. Jakuba Apostoła w Piotrowicach
Parafia św. Jakuba Apostoła w Piotrowicach – parafia rzymskokatolicka w Piotrowicach.
Pierwotny drewniany kościół został zbudowany przez Anzelma Gostomskiego jako zbór kalwiński a następnie około 1590 r. z fundacji Jakuba Gostomskiego przebudowany na świątynię katolicką. Obecny kościół parafialny murowany, wybudowany w 1801, przebudowano i powiększono w latach 1836 i 1896-1899.
Terytorium parafii obejmuje Piotrowice, Długowolę, Paprotnię i Pawłowice. 